# هاريسون غراي أوتيس (ناشر)
هاريسون غراي أوتيس (بالإنجليزية: Harrison Gray Otis)‏ هو ناشر أمريكي، ولد في 10 فبراير 1837 في مارييتا في الولايات المتحدة، وتوفي في 30 يوليو 1917 في لوس أنجلوس في الولايات المتحدة.

## وصلات خارجية
- هاريسون غراي أوتيس على موقع الموسوعة البريطانية (الإنجليزية)